# Émancipation (droit)
En droit civil, l'émancipation est un acte par lequel une personne mineure se dégage de toute autorité de la part de ses parents, à la demande de ces derniers.

## Droit français
En droit français, la loi prévoit l'émancipation des mineurs par le mariage ou par décision judiciaire. L'émancipation, possible à partir de 16 ans révolus, met fin à l'autorité parentale et à l'incapacité du mineur, donc à l'administration légale et à la tutelle. Cependant, dans certains domaines, l'émancipation ne produit aucun effet.

## Droit québécois
En droit québécois, la loi distingue entre la simple émancipation et la pleine émancipation. 
Le tuteur peut accorder la simple émancipation à un mineur de 16 ans et plus à sa demande. Le tribunal peut aussi accorder la simple émancipation après avoir pris avis du tuteur et du conseil de tutelle. La simple émancipation « ne met pas fin à la minorité et ne confère pas tous les droits résultant de la majorité, mais elle libère le mineur de l’obligation d’être représenté pour l’exercice de ses droits civils ».
D'après l'article 175 (1) du Code civil du Québec, la pleine émancipation a lieu par le mariage. En vertu de l'article 2.2 de la Loi sur le mariage civil adoptée par le Parlement canadien, il faut avoir au moins 16 ans pour se marier, mais l'autorisation parentale est requise à cet âge. Le second alinéa de l'article 175 C.c.Q. prévoit également que la pleine émancipation peut avoir lieu par décision judiciaire. L'effet de la pleine émancipation est qu'elle « rend le mineur capable, comme s’il était majeur, d’exercer ses droits civils ».